# Karl Wehrhan
Karl Wehrhan (* 21. Juli 1871 in Heidenoldendorf; † 31. August 1939 in Frankfurt am Main) war ein deutscher Lehrer, Schriftsteller und Sprachforscher.

## Leben

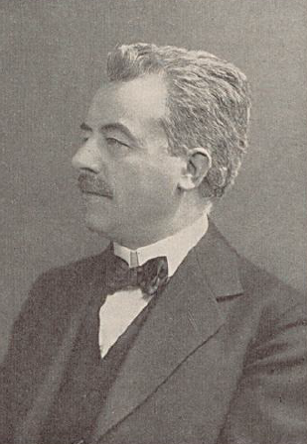
Karl Wehrhan (um 1920)

Wehrhan wurde als zweites von neun Kindern geboren. Bis zu seinem vierzehnten Lebensjahr besuchte er die Volksschule und ließ sich dann drei Jahre vom Privatlehrer Riechemeier unterrichten. 1888 kam Wehrhan für drei Jahre an das Detmolder Seminar. Nach bestandener Prüfung trat er am 1. April 1891 in den Schuldienst ein und war bis 1899 in Blomberg tätig.
Dann verließ Werhan Lippe und siedelte nach Elberfeld, wo er mit Paul Sartori, Karl Prümer, Otto Schell und anderen den „Verein für rheinische und westfälische Volkskunde“ gründete. Nach bestandener Mittelschullehrerprüfung wechselte Wehrhan 1907 nach Frankfurt am Main. Bis 1912 lehrte er an der Bornheimer Mittelschule, dann als Rektor an der neugegründeten Volta-Schule.
Neben seiner Lehrertätigkeit trat Wehrhan als Schriftsteller hervor und erforschte die Geschichte seiner Heimat Lippe, Westfalens, des Rheinlands und Hessens. Als Sprachenforscher des Deutschen Sprachvereins veröffentlichte er Beiträge in fast allen volkskundlichen Zeitschriften. Seine Sammlungen von Volksliedern, Rätsel und Sprichwörter, Märchen und Sagen, Segen- und Heilsprüche, Tänze, Berichte über Sitten und Gebräuche bildeten ein volkskundliches Archiv allerhöchster Güte. Als Pfleger der Plattdeutschen Sprache arbeitete Wehrhan mit am Gedichtband „Quickborn“ und an der Kulturzeitschrift „De Eekbom“.
Wehrhan wurde 1926 Leiter der Frankfurter Jugendrundfunkstelle, doch musste er 1933 wegen eines Herzleidens in den Ruhestand gehen.
Karl Wehrhan starb am 31. August 1938 in seiner Wahlheimat Frankfurt und wurde am 3. September auf dem Frankfurter Hauptfriedhof beigesetzt. Ein Teil seines Nachlasses befindet sich heute in der Lippischen Landesbibliothek Detmold, ein anderer Teil im Hessischen Landesarchiv zu Wiesbaden.

## Ehrungen
Karl Wehrhan zu Ehren wurde in Detmold die Karl-Wehrhan-Straße benannt.

## Veröffentlichungen
- Die Sage. (= Handbücher zur Volkskunde, Band I). Verlag von Wilhelm Heims, Leipzig 1908.
- Kinderlied und Kinderspiel. (= Handbücher zur Volkskunde, Band IV). Verlag von Wilhelm Heims, Leipzig 1909.
- Die deutschen Sagen des Mittelalters. Erste Hälfte. C.H. Beck'sche Verlagsbuchhandlung, München 1919.
- Das niederdeutsche Volkslied „van Herrn Pastor siene Koh“ nach seiner Entwicklung, Verbreitung, Form und Singweise. Verlag von Otto Lenz, Leipzig 1922.
- Alte und neue Märchen aus dem Teutoburger Walde und seiner Umgebung. (= Heimatbücher für Schule und Haus, Heft 3). Meyersche Hofbuchhandlung, Detmold 1923.
- Die älteste deutsche Schrift über die Hermannschlacht. In: Vaterländische Blätter. Lippisches Magazin. Nr. 10, 16. September 1924.
- Die schönsten Sagen der alten Reichsstadt Frankfurt am Main. Englert und Schlosser Verlag, Frankfurt am Main 1927.
- Geschichte. Erster Teil. Moritz Diesterweg, Frankfurt am Main o. J. (um 1930).
- Westfälische Sagen. Eichblatt, Leipzig 1934.
- Haushebung und Hillebille im Lippischen. In: Ernst Bargheer, Herbert Freudenthal (Hrsg.): Volkskunde-Arbeit. Zielsetzung und Gehalte. De Gruyter, Berlin 1934, S. 227–241.